# フランク・ウォーレン
フランク・ウォーレン (Frank Warren、男性、1952年2月28日- ) は、イギリスのボクシングプロモーター兼ボクシングマネージャー。ロンドンのイズリントン出身。クイーンズベリー・プロモーションズを主宰している。

## 来歴
ブックメーカーの胴元の息子として生まれる。ボクシングに関わる前は事務弁護士事務所の見習い従業員だった。
ウォーレンがボクシングと関わるようになったのは、はとこで非合法のボクシングを4000試合以上を行ったとされているレニー・マクレーンに試合のプロモーターやってくれないかと持ちかけられたことがきっかけであった。ウォーレンはこの話に乗り、マクレーンにトレーナーを見つけ、会場を借り興行をセッティング、非合法のボクシングプロモーターになった。
1980年に初めてプロモーターの許可を得て興行を主催した。無名のアメリカ人ヘビー級選手2人の試合を主催しテレビ放送の手配もする。しかし英国ボクシング管理委員会のルールによりテレビ放送は阻まれてしまう。その後、英国王者の試合を主催した際にテレビ放送を手配することに成功する。
瞬く間にイギリスボクシング界の重鎮に成りあがったウォーレンはナジーム・ハメド、ナイジェル・ベン、ジョー・カルザゲ、リッキー・ハットン、アミール・カーン、デレック・チゾラなどイギリス人スター選手のプロモーターとして活躍している。
2018年9月12日、ESPN+とクイーンズベリー・プロモーションズの興行をアメリカで配信する契約を締結した。
クイーンズベリー・プロモーションズの2022年3月までの通年決算は、売上総利益が7523537ポンド（約12億円）、純利益が4152473ポンド（約6億8千万円）となっている

### BoxNation
2011年7月、24時間ボクシング専門チャンネルのBoxNationを立ち上げる、立ち上げ当初の無料放送期間を経て2011年12月1日から月額10ポンドの月額課金チャンネルへ移行した。

### 銃撃事件
1989年11月30日、正体不明の男に銃撃される。銃弾はウォーレンの心臓のわずか1インチ横を貫通、この銃撃によってウォーレンは肺の半分と肋骨を数本失った。事件後、ウォーレンが2年前にはじめて世界チャンピオンまで育て上げていた元世界スーパーライト級王者テリー・マーシュが事件の容疑者として逮捕されるが無罪判決で釈放されており、現在も犯人は逮捕されていない。

### 未払い裁判
2009年6月、ジョー・カルザゲがファイトマネーが未払いであるとウォーレンを訴えていた裁判で、180万ポンド(約3億円)をカルザゲへ支払うようウォーレン敗訴の判決が下された。

## 主な契約選手

### 現契約選手
- タイソン・フューリー
- ジョセフ・パーカー
- 張志磊（マッチルーム・スポーツから移籍）
- ダニエル・デュボア
- ジョー・ジョイス
- ニック・ボール
- アンソニー・ヤード
- ハムザ・シーラズ
- ザック・パーカー

### 元契約選手
- ジョー・カルザゲ
- リッキー・ハットン
- ナイジェル・ベン
- アミール・カーン
- ナジーム・ハメド
- デレック・チゾラ
- ビリー・ジョー・ソーンダース
- ジョシュ・テイラー
- カール・フランプトン
- ニコラ・アダムズ
- トミー・フューリー
- ゾラニ・テテ